# Periapta polygyrella
Periapta polygyrella is een slakkensoort uit de familie van de Epitoniidae. De wetenschappelijke naam van de soort is voor het eerst geldig gepubliceerd in 1897 door Fischer P. in Locard.